# Villers-sous-Ailly

Villers-sous-Ailly este o comună în departamentul Somme, Franța. În 1 ianuarie 2022 avea o populație de 174 de locuitori.